# 楠西区

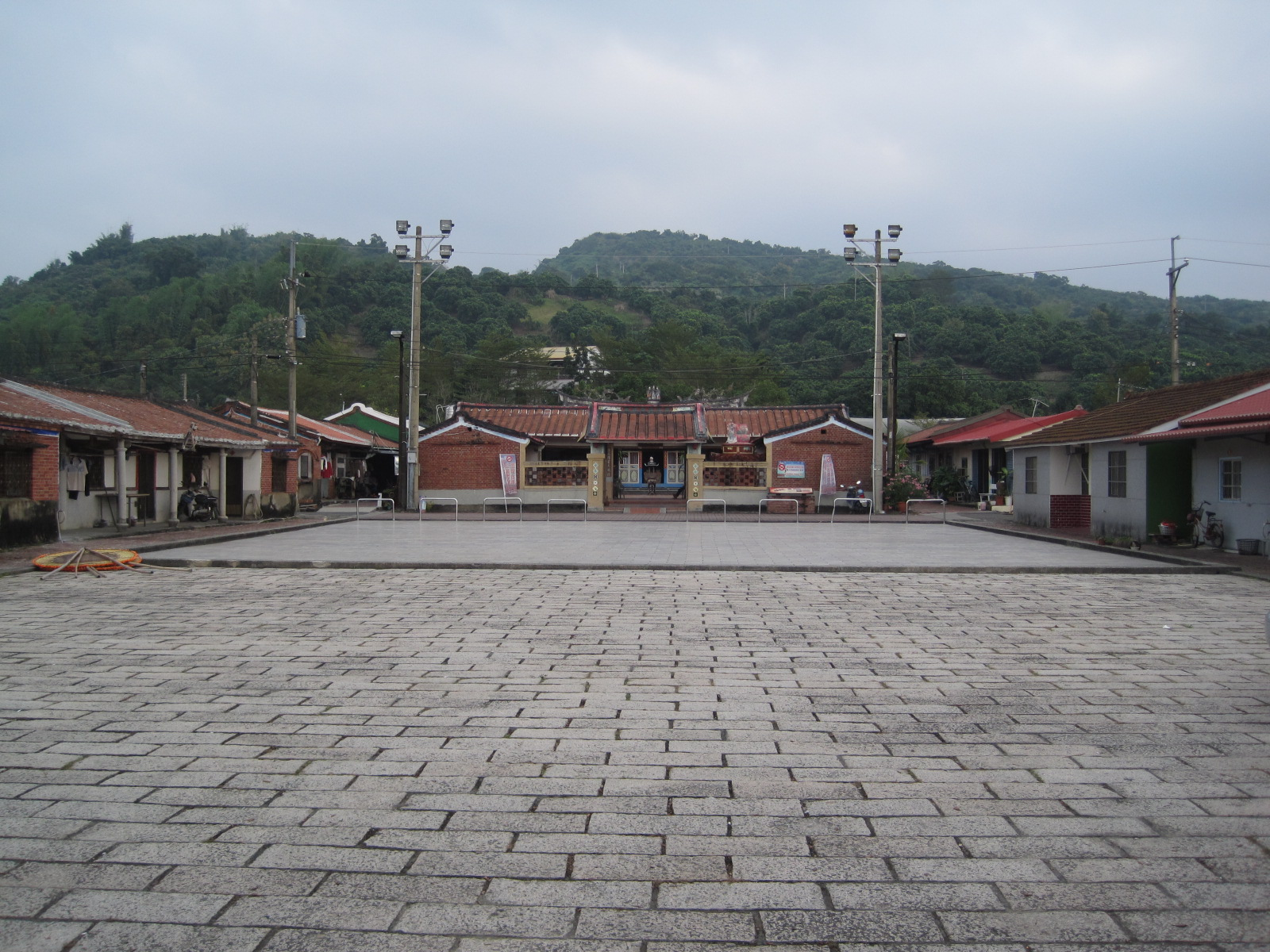
鹿陶洋江家集落

楠西区（ナンシー/なんせい-く）は台南市の市轄区。

## 地理
楠西区は台南市北東端に位置し、北は東山区、嘉義県大埔郷と、東は南化区と、西は六甲区、大内区と、南は玉井区とそれぞれ接している。大埔郷との境界には台湾最大の曽文ダムは存在している。阿里山山脈の末端に位置し四方を山に囲まれ、その中央に大武壠盆地が広がっている。

## 歴史
楠西は古くは鄒族の居住地であり、後に西拉雅族茄抜社が進出した。旧名は「茄抜山後」である。日本統治時代の1915年、西来庵事件の際、住民が事件に巻き込まれ命を落とし人口が大幅に減少している。1920年の台湾地方改制の際、この地が楠梓仙渓の西側に位置していることから「楠西」と改称され、台南州新化郡の管轄とされた。台湾の中華民国への編入後は台南県楠西郷に改編、2010年12月25日に台南県が台南市に編入されたことに伴って楠西区となり、現在に至る。

## 行政区
| 里                                                     |
| ------------------------------------------------------ |
| 東勢里、楠西里、鹿田里、照興里、密枝里、亀丹里、湾丘里 |

## 歴代区長
| 代 | 氏名 | 退任日 |
| -- | ---- | ------ |

## 教育

### 国民中学
- 台南市立楠西国民中学

### 国民小学
- 台南市立楠西国民小学

### 特殊学校
- 天主教徳蘭啓智中心

## 交通
| 種別 | 路線名称 | その他 |
| ---- | -------- | ------ |
| 省道 | 台3線    |        |

## 観光
- 曽文ダム
- 鹿陶洋江家古厝
- 梅嶺
- 永興吊橋
- 亀丹温泉
- 竹子尖山